# Associazione Calcio Carpi 1942-1943
Questa pagina raccoglie le informazioni riguardanti l'Associazione Calcio Carpi nelle competizioni ufficiali della stagione 1942-1943.

## Stagione
Nella stagione 1942-43 il Carpi ha disputato il girone G del campionato di Serie C, con 18 punti in classifica si è piazzato in quinta posizione, il torneo è stato vinto dal Parma con 35 punti ed è stato ammesso ai gironi finali che hanno promosso in Serie B il Varese e la Pro Gorizia. Si continua a giocare con la testa altrove, nel bel mezzo di una guerra entrata nella sua fase più efferata. Al Carpi le cose vanno peggio, in un incidente sul lavoro muore Enzo Mailli, dirigente e copresidente con Agostino Braghiroli.
Ad allenare la squadra carpigiana viene richiamato Antonio Moretti, tra i giocatori si mette in luce il giovane Carlo Barbieri che realizza 11 reti in 18 partite, nel 1945 trascinerà il Napoili in Serie A e chiuderà la carriera a Modena. Il campionato è condizionato dalla situazione in cui versa il paese, la "chiamata alle armi" falcidia le rose delle squadre, per mancanza di calciatori Baracca Lugo e Amatori Bologna si ritirano prima che si concluda il torneo. Per il Carpi al termine della stagione arriva una dignitosa metà classifica, ma il vero successo è aver tagliato il traguardo. Il 25 luglio 1943 cade il regime fascista, è il preludio alla firma dell'armistizio. Poco dopo deflagra la guerra partigiana e Carpi ne diventa attiva protagonista. Ora anche il calcio si ferma ufficialmente.

## Rosa
| N. |                   | Ruolo | Calciatore         |
| -- | ----------------- | ----- | ------------------ |
|    | Italia (bandiera) | C     | Carlo Barbieri     |
|    | Italia (bandiera) | A     | Dionigio Borsari   |
|    | Italia (bandiera) | A     | Clinio Coppelli    |
|    | Italia (bandiera) | A     | Turriddu Davoli    |
|    | Italia (bandiera) | C     | Romeo Fedrigotti   |
|    | Italia (bandiera) | A     | L. Garuti          |
|    | Italia (bandiera) | C     | Nunzio Gavioli     |
|    | Italia (bandiera) | D     | Giancarlo Genesini |
|    | Italia (bandiera) | P     | Jules Ghizzoni     |

| N. |                   | Ruolo | Calciatore          |
| -- | ----------------- | ----- | ------------------- |
|    | Italia (bandiera) | D     | Franco Guerri       |
|    | Italia (bandiera) | C     | Augusto Lancellotti |
|    | Italia (bandiera) | A     | Virgilio Nicoli     |
|    | Italia (bandiera) | C     | Giuseppe Pantaleoni |
|    | Italia (bandiera) | P     | Piero Pasini        |
|    | Italia (bandiera) | C     | Uber Pirondi        |
|    | Italia (bandiera) | A     | Giovanni Righi      |
|    | Italia (bandiera) | A     | Siro Vanz           |
|    | Italia (bandiera) | D     | Azio Vellani        |

## Risultati

### Serie C

#### Girone di andata
| Arbitro: | Piglione (Reggio Emilia) |

|                                            |           |  |
| Carnevali 16’ Milani 28’, 69’ Gandolfi 50’ | Marcatori |  |

| Arbitro: | Nicolini (Ancona) |

|  |           |             |
|  | Marcatori | 42’ Cavazza |

| Arbitro: | Nicolini (Ancona) |

|  |           |                                             |
|  | Marcatori | 19’ Borsari 55’, 83’ Barbieri 69’, 75’ Vanz |

| Carpi 25 ottobre 1942 4ª giornata | Carpi                 | 0 – 0 | Reggiana | Polisportivo Mario Papotti\| Arbitro: \| Bonamartini (Firenze) \| |
| Arbitro:                          | Bonamartini (Firenze) |       |          |                                                                   |

| Arbitro: | Rossi (Milano) |

|  |           |              |
|  | Marcatori | 29’ Barbieri |

| Arbitro: | Grattarola (Bologna) |

|                          |           |  |
| Barbieri 15’ Borsari 70’ | Marcatori |  |

| Arbitro: | Bertolini (Reggio Emilia) |

|             |           |  |
| Nerozzi 67’ | Marcatori |  |

| Arbitro: | Bigozzi (Firenze) |

|                                                |           |                           |
| Nicoli 15’ Borsari 32’ Barbieri 53’ Garuti 55’ | Marcatori | 17’ Sangiorgi 76’ Rivalta |

| Arbitro: | Bertolini (Reggio Emilia) |

|                |           |             |
| Frascaroli 42’ | Marcatori | 66’ Vellani |

| Arbitro: | Fagnocchi (Faenza) |

|                                         |           |                     |
| Garuti 6’ Vellani 34’ (rig.) Nicoli 40’ | Marcatori | 62’, 89’ Meneghetti |

| Arbitro: | Bertolini (Reggio Emilia) |

|                                                             |           |  |
| Lombatti 30’ Bocchi 42’, 66’ Ferrari 75’ (rig.) Gardini 80’ | Marcatori |  |

#### Girone di ritorno
| Arbitro: | Fagnocchi (Faenza) |

|                              |           |                          |
| Garuti 28’ Barbieri 30’, 72’ | Marcatori | 24’ Bianchi 36’ Avanzini |

| Arbitro: | Vallarini (Viareggio) |

|                                               |           |                        |
| Spagnoli 9’ Boriani 15’, 26’ Cavazza 25’, 71’ | Marcatori | 21’ Nicoli 35’ Borsari |

| 17 gennaio 1943 14ª giornata | Carpi | – A Tav. | Baracca Lugo |  |

| Arbitro: | Sverzellati (Piacenza) |

|                        |           |                    |
| Strocchi 76’ Violi 40’ | Marcatori | 24’ (rig.) Vellani |

| Arbitro: | Pacini (Lucca) |

|                        |           |                       |
| Garuti 54’ Gavioli 88’ | Marcatori | 4’ Carini 28’ Concesi |

| 7 febbraio 1943 17ª giornata | Amatori Bologna | – A Tav. | Carpi |  |

| Arbitro: | Guariglia (Salerno) |

|                 |           |                   |
| Nicoli 15’, 39’ | Marcatori | 12’, 25’ Rambaldi |

| Arbitro: | Calamai (Prato) |

|                            |           |             |
| Gardelli 42’ Soffritti 83’ | Marcatori | 84’ Borsari |

| Arbitro: | Fagnocchi (Faenza) |

|                                               |           |  |
| Borsari 20’, 33’ Barbieri 43’, 53’ Nicoli 88’ | Marcatori |  |

| Arbitro: | Bertolini (Reggio Emilia) |

|             |           |                              |
| Mulazzi 90’ | Marcatori | 8’ Barbieri 27’, 90’ Borsari |

| Arbitro: | Piselli (Firenze) |

|             |           |                             |
| Borsari 70’ | Marcatori | 2’, 12’ Degara 33’ Melandri |